# Нукутський район
Нукутський район (рос. Нукутский район, бур. Нγхэдэй аймаг) — адміністративно-територіальна одиниця (муніципальний район) Іркутської області Сибірського федерального округу Росії. Входить до складу Усть-Ординського Бурятського округу. 
Адміністративний центр - селище Новонукутський.

## Географія
Нукутський район розташований в південно-західній частині Іркутської області. На півночі межує з Балаганським, на сході з Усть-Удинським, на південному сході з Осинським, на півдні - з Аларським, на південному заході - з  Заларинським, на північному заході - з Зиминським районами області. На сході омивається водами Братського водосховища.

### Територія
Загальна площа району становить 244,8 тис.га.
Ліси займають 26,2%, землі водного фонду 12,6%, сільгоспугіддя 57,1%. Площа сільгоспугідь району складає на 01.01.2010 року - 140 259 га., рілля - 85 172 га (60,3%), сіножаті - 5 367 га (4%) та пасовища 49 749 га (35,6%).

### Клімат
Клімат різко континентальний, з великими коливаннями температури під час доби і по сезонах року. Зима холодна (температура січня від -22,5 °С до -57 °С), літо спекотне та сухе (температура липня від + 18,3 °С до + 36 °С).

## Історія
Нукутський аймак був утворений в січні 1938 року. В 1962 році відбулося укрупнення адміністративно-територіальних одиниць Усть-Ординського Бурятського автономного округу, територія аймака увійшла до складу Аларського району. Через 10 років був відновлений Нукутський район. 1 квітня 1972 року вважається датою утворення району.

## Населення
Населення - 15 711 осіб (2020 рік). 
Національний склад
Росіяни, буряти, татари, українці та інші.
Татари компактно проживають в Новонукутський, Новоеловий, Чичиковське та ін., засновані татарами-переселенцями в ході здійснення Столипінської аграрної реформи.
Хрещені татари, кряшени, компактно проживають у Харетах.

## Економіка
Провідною галуззю економіки району є сільське господарство, яким в районі займаються 6 сільгосппідприємств
У Нукутському районі працюють 5 промислових підприємств - ТОВ "Кнауф Гіпс Байкал", АУ «Нукутський лісгосп», ВАТ «Нукутське РТП», ТОВ «Труд», ТОВ «Кріт».